# Lasconotus laqueatus
Lasconotus laqueatus là một loài bọ cánh cứng trong họ Zopheridae. Loài này được LeConte miêu tả khoa học năm 1866.